# Odontocyclops whaitsi
Odontocyclops whaitsi è un terapside estinto, appartenente ai dicinodonti. Visse nel Permiano superiore (circa 259 - 254 milioni di anni fa) e i suoi resti fossili sono stati ritrovati in Africa.

## Descrizione
Questo animale era di grosse dimensioni se rapportato ad altri suoi simili, come Oudenodon. Si suppone che l'animale intero potesse raggiungere i due metri di lunghezza. Odontocyclops si distingueva dagli altri dicinodonti per un paio di caratteristiche uniche: la presenza di due protuberanze nasali allungate e la superficie dorsale del muso concava. Inoltre, questo animale era caratterizzato dall'ampia esposizione delle ossa parietali sulla regione intertemporale del tetto cranico, dalla presenza di una cresta postcaniniforme, dall'assenza di una fossa labiale e dalla presenza di un processo dorsale sul ramo anteriore della piastra dell'epipterigoide (Angielczyk, 2002). 

### Cranio
Il cranio di Odontocyclops era di grandi dimensioni se confrontato con quello di altri dicinodonti, e poteva superare i 60 centimetri di lunghezza. In alcuni esemplari derano presenti due grandi zanne caniniformi; la presenza o meno di queste zanne non sembrerebbe essere correlata alla taglia degli esemplari. La forma generale del cranio era molto simile a quella di Rhachiocephalus; in vista dorsale, il muso era notevolmente concavo ed era formato da grandi protuberanze nasali che si proiettavano medialmente al di sopra del muso. L'osso che formava queste protuberanze era ricoperto da numerosi fori di piccole dimensioni, che suggeriscono la presenza di un rivestimento di cheratina. Inoltre, tutti gli esemplari conosciuti sono sprovvisti di denti premascellari. Queste caratteristiche indicano che Odontocyclops possedeva un becco corneo. Infine, i vomeri di Odontocyclops erano fusi. Le fauci di Odontocyclops sembrerebbero prive di denti sull'osso dentale, anche se erano presenti due creste, come in altri dicinodonti; queste caratteristiche implicherebbero un meccanismo di nutrizione con un movimento propalinale. Il forame pineale era molto largo e in rilievo, e nell'animale in vita probabilmente ospitava un organo sensibile alla luce e alla temperatura. 

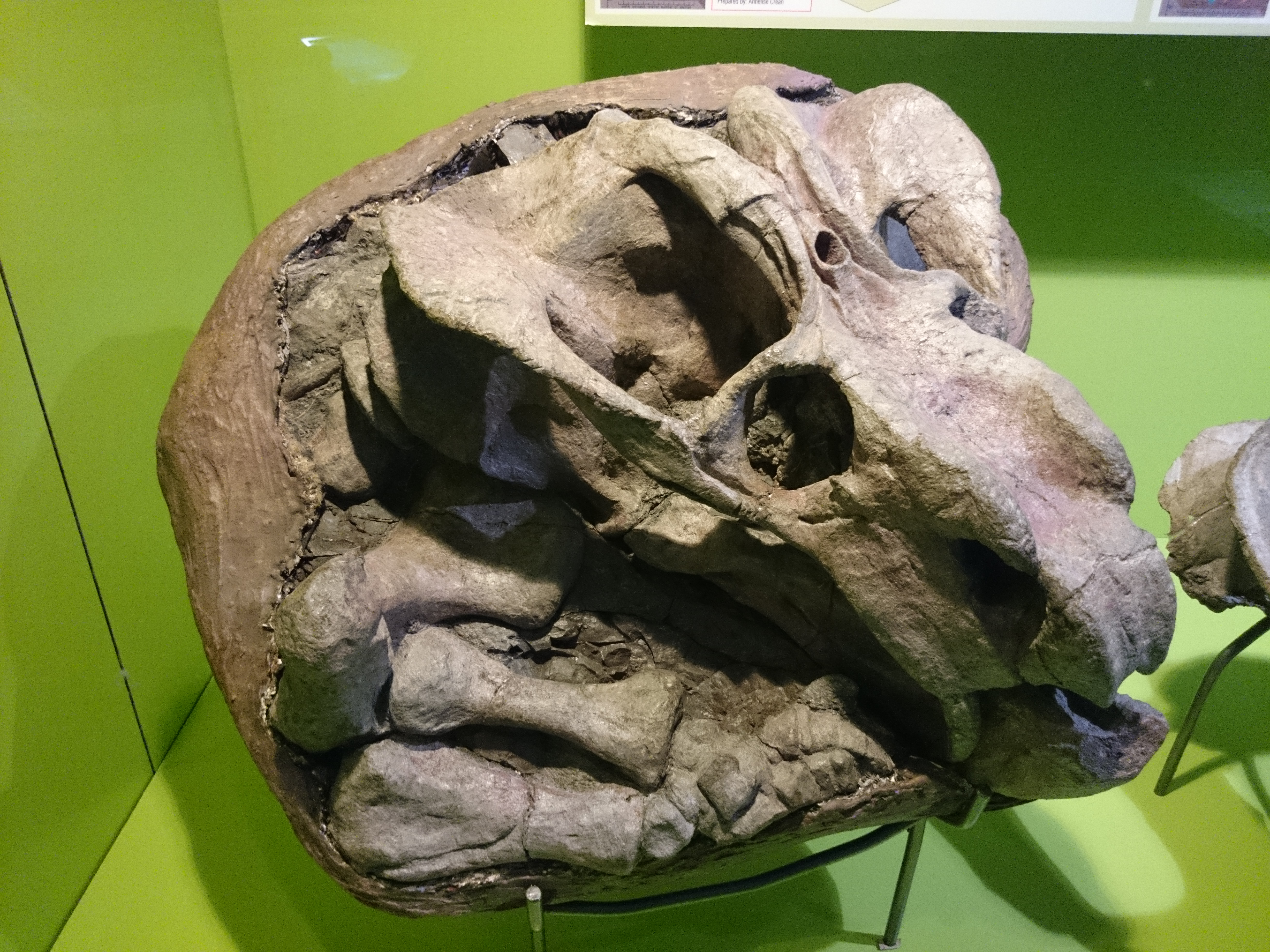
Fossile di Odontocyclops; in evidenza il largo forame pineale al centro del cranio e le due grandi protuberanze sulle ossa nasali

### Scheletro postcranico
Lo scheletro postcranico di questo animale non è ben conosciuto; di certo doveva trattarsi di un animale dalle forme pesanti, dallo scheletro robusto e più massiccio rispetto ad altri animali simili come Oudenodon. L'omero di Odontocyclops era caratterizzato da estremità molto espanse, separate soltanto da una parte centrale molto corta. La porzione prossimale era relativamente piatta, mentre quella distale era convessa; il punto più alto di questa convessità si raggiungeva nella parte distale della testa dell'omero.
La scapola era simile a quella di altri dicinodonti, e consisteva in una struttura lunga, ricurva, spatolata ed espansa dorsalmente, che si originava da una base robusta e arrotondata. La superficie mediale della scapola di Odontocyclops era relativamente liscia e leggermente concava. Scapola e coracoide non erano fusi, come avveniva anche in altri dicinodonti.

## Classificazione
I primi resti fossili rinvenuti (un cranio) furono scoperti da J. H. White nel bacino del Karroo in Sudafrica, e vennero descritti scientificamente da Robert Broom come Dicynodon whaitsi. Successivi ritrovamente fossili attribuiti alla stessa specie vennero portati alla luce nella valle di Luangwa in Zambia; nel 1979, questi e altri ritrovamenti furono utilizzati da Cruickshank e Keyser per ridescrivere questa specie e attribuirla a un nuovo genere di dicinodonti, Odontocyclops. Analisi cladistiche più recenti hanno confermato la distinzione tra Dicynodon e Odontocyclops, e hanno anzi indicato che i più stretti parenti di quest'ultimo potrebbero essere stati Rhachiocephalus e Oudenodon (Angielczyk, 2002) o i rappresentanti della famiglia Geikiidae (Kammerer e Angielczyk, 2009).

## Paleobiologia
Non è chiaro come mai alcuni crani fossero sprovvisti di zanne caniniformi e altri ne fossero dotati, ma ciò non sembrerebbe essere dovuto a dimorfismo sessuale. Lo sviluppo delle protuberanze nasali, invece, sembrerebbee essere correlato all'età degli individui: un cranio di piccole dimensioni, probabilmente appartenuto a un esemplare giovane, ne era privo (Angielczyk, 2002).